# Amphicoma
Amphicoma är ett släkte av skalbaggar. Amphicoma ingår i familjen Glaphyridae.

## Dottertaxa tillAmphicoma, i alfabetisk ordning[1]
- Amphicoma abdominalis
- Amphicoma amaliae
- Amphicoma aurata
- Amphicoma bezdekorum
- Amphicoma birmanica
- Amphicoma brittoni
- Amphicoma businskyi
- Amphicoma carceli
- Amphicoma carinata
- Amphicoma cervenkai
- Amphicoma corinthia
- Amphicoma corniculata
- Amphicoma damiani
- Amphicoma davidis
- Amphicoma dolorosa
- Amphicoma dubia
- Amphicoma dundai
- Amphicoma emeia
- Amphicoma endroedii
- Amphicoma fairmairei
- Amphicoma florentini
- Amphicoma floriani
- Amphicoma formosana
- Amphicoma fruhstorferi
- Amphicoma graeca
- Amphicoma haucki
- Amphicoma iberica
- Amphicoma jucunda
- Amphicoma klapperichi
- Amphicoma kubani
- Amphicoma lalashanensis
- Amphicoma laosana
- Amphicoma latouchei
- Amphicoma magdalenae
- Amphicoma marginata
- Amphicoma nikodymi
- Amphicoma pacholatkoi
- Amphicoma pectinata
- Amphicoma persica
- Amphicoma purpuripennis
- Amphicoma regalis
- Amphicoma riaultii
- Amphicoma rothschildi
- Amphicoma schneideri
- Amphicoma sichuana
- Amphicoma splendens
- Amphicoma tesari
- Amphicoma tonkinea
- Amphicoma yunnanica